# Khondkar Nazmul Huda
Khondkar Nazmul Huda était un vétéran de la guerre de libération du Bangladesh. Le gouvernement du Bangladesh lui a décerné le titre de Bir Bikrom (en) pour sa bravoure pendant la guerre d'indépendance.

## Jeunesse
La maison ancestrale de Huda se trouve dans le village de Kodalia de l'upazila de Nagarkanda dans le district de Faridpur. Le nom de son père est Khandaker Moazzem Hossain et celui de sa mère Badrun Nesha Khatun. Sa femme s'appelle Nilufar Huda. Ils ont un fils Ehtesham Huda et une fille Nahid Izahar Khan, qui a été élue députée de la Ligue Awami du Bangladesh au siège réservé aux femmes de la 11e Assemblée nationale.

## Carrière
Huda a été engagé dans le corps des ingénieurs de l'armée pakistanaise en 1963. Pendant un certain temps, en 1964-65, il a travaillé comme chef de peloton sous les ordres du lieutenant général Javed Nasir (en), qui était commandant de compagnie. Le 3 janvier 1968, il a été arrêté avec de nombreux autres accusés dans l'affaire de la conspiration d'Agartala. Il était le 26e accusé. En 1969, il est acquitté en même temps que Sheikh Mujibur Rahman. Mais il a été renvoyé. Lorsque la guerre de libération du Bangladesh a commencé, il s'est engagé dans cette guerre. Il a ensuite été incorporé dans l'armée bangladaise en tant que major du East Bengal Regiment. Après l'assassinat de Bangabandhu en 1975, il est tué avec Khaled Mosharraf et ATM Haider lors du coup d'État de novembre.

## Guerre de libération
Le BOP Barni, situé dans l'upazila de Chaugachha, dans le district de Jessore, était la base d'une compagnie du 33e Punjabis de l'armée pakistanaise, dont les effectifs étaient insuffisants. Il y avait environ 75 soldats pakistanais avec trois mortiers de trois pouces. En raison de cette base, le personnel du Mukti Bahini ne pouvait pas opérer dans la région. Début août, Khondkar Nazmul Huda décide d'attaquer. Le 5 août 1971, deux compagnies de combattants de la liberté, menées par un peloton du 1er régiment du Bengale oriental, sous sa direction, ont attaqué la base. L'armée pakistanaise s'est retirée du camp en laissant derrière elle quinze corps. L'armée pakistanaise a lancé une contre-attaque et Huda a dû défendre la base prise. Huda était le commandant du sous-secteur de Boyra du secteur 8. Un certain nombre de batailles ont eu lieu dans ce sous-secteur. Les 20 et 21 novembre, une bataille féroce a eu lieu avec les forces pakistanaises à Garibpur dans Chaugachha. Par ailleurs, les Mukti Bahini ont mené de nombreuses embuscades, démolitions et attaques surprises.

## Mort
Huda a été tué lors du coup d'Etat du 7 novembre 1975 au Bangladesh, il avait le grade de colonel dans l'armée du Bangladesh.